# Josia andosa
Josia andosa är en fjärilsart som beskrevs av Druce 1911. Josia andosa ingår i släktet Josia och familjen tandspinnare. Inga underarter finns listade i Catalogue of Life.